# Yvan Vouillamoz
Yvan Vouillamoz (né le 18 juin 1969) est un ancien sauteur à ski suisse.

## Palmarès

### Championnats du monde
| Épreuve / Édition | Val di Fiemme 1991 |
| Petit Tremplin    | 39e                |
| Grand Tremplin    | 49e                |
| Par Equipes       | 6e                 |

### Championnats du monde de vol à ski
| Épreuve / Édition | Harrachov 1992 |
| Individuel        | 30e            |

### Coupe du monde
- Meilleur résultat: 25e.